# アンディ・ニューマーク
アンディ・ニューマーク（英語: Andy Newmark、1950年7月14日 - ）は、アメリカ合衆国のドラマーである。
イングランドのケント州在住。

## 来歴
ビートルズなどの影響を受け、10代からドラム演奏を始めた。10代後半にプロとして活動を始め、1971年にカーリー・サイモンのアルバム『アンティシペイション』で初レコーディングを飾る。
サイモンのツアーに参加中、観客として来ていたスライ・ストーンの目に留まり、スライ&ザ・ファミリー・ストーンに迎えられて1973年から1975年まで在籍した。アルバム『フレッシュ』でのドラミングは、白人ドラマーによるファンク演奏の中でも高く評価された。
スライ&ザ・ファミリー・ストーンのツアー中に知り合ったロン・ウッドのソロ・アルバムの制作に携わり、ベーシストを務めたウィリー・ウィークスとは抜群の名コンビぶりを発揮した。2人は1970年代の人気リズムセクションとしてミュージシャンから依頼が殺到する売れっ子となった。
以後、イギリスとアメリカを往復して、両国を代表するアーティストのレコーディングやツアーに参加して、一流スタジオ・ミュージシャンとしての地位を確立した。共演したミュージシャンやバンドとしては、スティーヴ・ウィンウッド、デヴィッド・ボウイ、ゲイリー・ライト、BBキング、キャロル・キング、ラロ・シフリン、ジョージ・ハリスン、イーヴィ・サンズ、グランド・ファンク、マーク・ファーナー・バンド、リッキー・リー・ジョーンズ、トム・ヴァーライン・バンド、ロイ・ハーパー、ジム・キャパルディ、ロキシー・ミュージック、ジョン・レノン、ヨーコ・オノ、ジェームス・テイラーなどが挙げられる。

## その他
- インタビューで、自分のキャリアのハイライトは敬愛していたジョン・レノンのアルバム『ダブル・ファンタジー』（1980年）の参加だったと語っている。彼はレノンからリンゴ・スターのようにシンプルに叩いてくれと指示を受け、スターのグルーヴを心に刻みながら演奏した。そして制作を通じてレノンの人柄と音楽性に感銘を受け、これからは他の仕事をキャンセルしてでもレノンと演奏しようと心に決めていた[注釈 2]。しかしレノンが射殺されて、その機会が永遠に失われて、2年近く虚無状態に陥ったという。
- ジョージ・ハリスンとラヴィ・シャンカルが1974年に共同名義で行なった北米ツアーに参加した。
- ロキシー・ミュージックに準メンバーとして参加したのは、当時、既に準メンバーとして在籍していたポール・キャラックの紹介がきっかけだった[3]。アルバム『フレッシュ・アンド・ブラッド』（1980年）と『アヴァロン』（1982年）の制作[4]に携わり、それぞれのアルバムの発表後に行なわれたワールド・ツアー[5]にも参加した[注釈 3][6]。1983年2月の日本公演のメンバーとして日本の土を踏んだ。
- ロキシー・ミュージックが1983年に解散した後、ブライアン・フェリーのソロ活動に協力。フェリーとライヴ・エイド（1985年）で共演した[注釈 4]ほか、彼が1988年に5年ぶりに行なったツアーに参加して[7]、同年10月の日本公演で再来日した。
- 日本のミュージシャンとも縁があり、野口五郎、吉田拓郎らのアルバムに参加した。彼が参加した今井美樹のアルバムをプロデュースした布袋寅泰は、彼がクリックを全く使用せず曲の収録前にシンバルのカウントを1分近く続けて曲全体のグルーヴを築き上げていくのを見て、その方法に驚くと同時に深い感銘を受けたという。

## ディスコグラフィ

### 主な参加アルバム
- カーリー・サイモン : 『アンティシペイション』 - Anticipation (1971年)
- カーリー・サイモン : 『ノー・シークレッツ』 - No Secrets (1972年)
- スライ&ザ・ファミリー・ストーン : 『フレッシュ』 - Fresh (1973年)
- マリー・マックリアリー : 『マリー』 - Butterflies in Heaven (1973年)
- ロン・デイヴィス : 『U.F.O.』 - U.F.O. (1973年)
- キャロル・キング : 『喜びにつつまれて』(1974年)
- ジョージ・ハリスン : 『ダーク・ホース』 - Dark Horse (1974年)
- ロン・ウッド : 『俺と仲間』 - I've Got My Own Album To Do (1974年)
- カーリー・サイモン : 『ホットケーキ』 - Hotcakes (1974年)
- デヴィッド・ボウイ : 『ヤング・アメリカンズ』 - Young Americans (1975年)
- ジョン・レノン : 『ロックン・ロール』 - Rock 'n' Roll (1975年)
- ジェイムス・テイラー : 『ゴリラ』 - Gorilla (1975年)
- ロン・ウッド : 『ナウ・ルック』 - Now Look (1975年)
- カーリー・サイモン : 『人生はいたずら』 - Playing Possum (1975年)
- ラロ・シフリン : 『ブラック・ウィドウ』 - Black Widow (1976年)
- パトリック・モラーツ : 『ストーリー・オブ・アイ』 - The Story of I (1976年)
- カーリー・サイモン : 『見知らぬ二人』 - Another Passenger (1976年)
- デイヴィッド・マシューズ : 『シューギー・ワナ・ブギー』 - Shoogie Wanna Boogie (1976年)
- グラント・グリーン : 『ザ・メイン・アトラクション』 - The Main Attraction (1976年)
- スティーヴ・ウィンウッド : 『スティーヴ・ウィンウッド』 - Steve Winwood (1977年)
- アービー・グリーン : 『ザ・フォックス』 - The Fox (1977年)
- ニーナ・シモン : 『ボルチモア』 - Baltimore (1978年)
- ニール・ラーセン : 『ジャングル・フィーヴァー』 - Jungle Fever (1978年)
- リチャード&リンダ・トンプソン : 『ファースト・ライト』 - First Light (1978年)
- ダン・フォーゲルバーグ : 『フェニックス』 - Phoenix (1979年)
- ジョージ・ハリスン : 『慈愛の輝き』 - George Harrison (1979年)
- 野口五郎 : 『GORO IN NEW YORK / 異邦人』(1977年)
- ロキシー・ミュージック : 『フレッシュ・アンド・ブラッド』 - Flesh + Blood (1980年)
- ジョン・レノン : 『ダブル・ファンタジー』 - Double Fantasy (1980年)
- ロキシー・ミュージック : 『アヴァロン』 - Avalon (1982年)
- ABC : 『ビューティ・スタッブ』 - Beauty Stab (1983年)
- ピンク・フロイド : 『ファイナル・カット』 - The Final Cut (1983年)
- ロジャー・ウォーターズ : 『ヒッチハイクの賛否両論』 - The Pros And Cons Of Hitch Hiking (1984年)
- ブライアン・フェリー : 『ボーイズ・アンド・ガールズ』 - Boys And Girls (1985年)
- 吉田拓郎 : 『サマルカンド・ブルー』 (1986年)
- スティング : 『ナッシング・ライク・ザ・サン』 - Nothing Like the Sun (1987年)
- 氷室京介 : 『Memories Of Blue』 (1993年)
- 今井美樹 : 『PRIDE』 (1997年)
- トゥーリン・ブレイクス : 『ジ・オプティミスト・LP』 - The Optimist LP (2001年)
- デヴィッド・ギルモア : 『オン・アン・アイランド』 - On an Island (2006年)
- デヴィッド・ギルモア : 『飛翔』 - Rattle That Lock (2015年)